# Clavaria maricola
Clavaria maricola är en svampart som beskrevs av Kauffman 1928. Clavaria maricola ingår i släktet Clavaria och familjen fingersvampar.   Inga underarter finns listade i Catalogue of Life.